# Eqe Bay
Eqe Bay är en vik i Kanada.   Den ligger i territoriet Nunavut, i den nordöstra delen av landet, 2 700 km norr om huvudstaden Ottawa.
Trakten runt Eqe Bay består i huvudsak av gräsmarker. Trakten runt Eqe Bay är nära nog obefolkad, med mindre än två invånare per kvadratkilometer.